# 발디르 베네디토
발디르 베네디토 (1965년 10월 25일 ~ )는 브라질의 축구 선수이다.

## 통계
| 브라질 | 브라질 | 브라질 |
| 연도   | 출전   | 골     |
| ------ | ------ | ------ |
| 1991   | 3      | 0      |
| 합계   | 3      | 0      |